# Ramsin

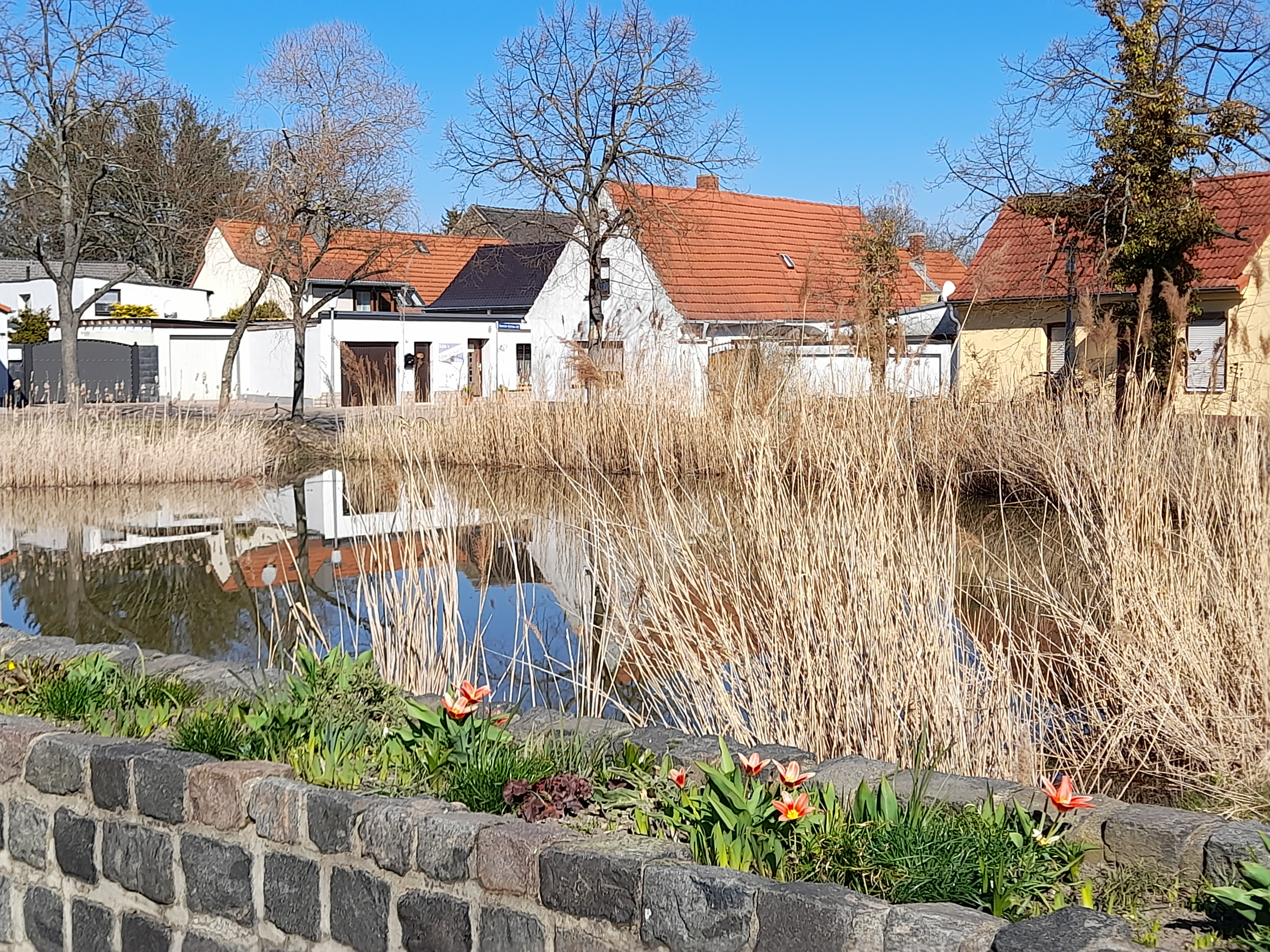
Ortsansicht mit Dorfteich

Ramsin ist ein Ortsteil der Stadt Sandersdorf-Brehna im Landkreis Anhalt-Bitterfeld in Sachsen-Anhalt.

## Geografie
Der Ort liegt im westlichen Teil des Landkreises Anhalt-Bitterfeld und ist gut über die Bundesautobahn 9 und die Bundesstraße 100 zu erreichen.

## Geschichte
Die erstmalige Erwähnung Ramsins ist für 1388 als Robesien urkundlich belegt. Die Anlage des Ortsbildes deutet auf ein deutsches Angerdorf mit mehreren Ortsausgängen, Nebenstraßen und einem Dorfanger hin. Bis Ende des 19. Jahrhunderts war Ramsin ein ländliches Dorf. Die Einwohner setzten sich aus Leinewebern, Tuchmachern, Hüfnern und Handwerkern zusammen. Als die Kohle- und Kiesgruben wie auch die Chemiewerke um 1900 entstanden, veränderte sich auch das Leben im Dorf. Die Leineweber und Tuchmacher stellten ihr Gewerbe ein und fanden in der Industrie eine neue Beschäftigung.
Die kleine Dorfkirche Ramsin wurde 1604 erwähnt, sie ist ein verputzter Saalbau mit dreiseitigem Ostanschluss, im barocken Baustil errichtet. Sie ist heute denkmalgeschützt. Der Kanzelaltar stammt aus dem Jahr 1703. Die Orgel auf der Westempore wurde 1892 in der Werkstatt des Zörbiger Orgelbaumeisters Wilhelm Rühlmann gefertigt. Das 131. Werk der Anstalt ist Zeugnis des technischen Übergangs zwischen mechanisch und pneumatisch ausgeführten Spieltrakturen und enthält als solches eine Mischkonstruktion beider Typen. Tastenbewegungen werden spieltischrückseitig zunächst mechanisch an die entfernter platzierte Pneumatik im Orgelinneren übertragen.
Im Jahre 1553 wurde das Rittergut Ramsin als Lehn- und Rittergut erstmals erwähnt. Es gehörte u. a. dem Briefadelsgeschlecht von Hoyer, genannt von Hoyer I, für eine Generation in den Besitz der Begüterung. Erb- und Gerichtsherr auf Ramsin war Joachim von Hoyer, seine Frau stammte aus der Familie von Schierstädt. Die Familie von Hoyer konzentrierte sich dann auf den Besitz im benachbarten Roitzsch. In der Ramsiner Dorfkirche befand sich ein Grabstein der Judith von Hoyer, geb. von Koseritz, verstorben 1617. Dann kam die in Anhalt und Sachsen begüterte uradeligen Familie von Freyberg, u. a. Georg von Freyberg, kgl. preuß. Rittmeister. Ein Herr von Freyberg auf Ramsin wurde Kammerherr. Wilhelm Leopold von Freyberg-Ramsin wurde Schlosshauptmann zu Köthen. Die Familie von Freyberg-Ramsin war über die Jahrhunderte mit verschiedenen Adelsgeschlechtern verwandt. Henriette von Freyberg aus Ramsin heiratete Ferdinand von Lochow-Lübnitz. Sie sind die Großeltern des weltberühmten Saatzüchters Ferdinand III. von Lochow-Petkus.
Der Ort und das Gut gehörten bis 1815 zum kursächsischen Amt Bitterfeld. Durch die Beschlüsse des Wiener Kongresses kam er zu Preußen und wurde 1816 dem Kreis Bitterfeld im Regierungsbezirk Merseburg der Provinz Sachsen zugeteilt, zu dem er bis 1944 gehörte.
Ramsin, Heideloh, Renneritz, Sandersdorf und Zscherndorf fanden sich 1992 zur Verwaltungsgemeinschaft Sandersdorf zusammen. Am 1. Juli 2004 wurde diese aufgelöst und Ramsin in die verwaltungsgemeinschaftsfreie Gemeinde Sandersdorf eingegliedert, die am 1. Juli 2009 nach weiteren Eingemeindungen in Sandersdorf-Brehna umbenannt wurde.

## Wappen
Das Wappen wurde am 16. September 1998 durch das Regierungspräsidium Dessau genehmigt.
Blasonierung: „Schräglinks geteilt von Silber über Grün; oben ein schräggekreuztes schwarzes Bergmannsgezähe, unten eine silberne Ähre.“
Das Bergmannsgezähe und die Ähre stellen die beiden Haupterwerbszweige den Bergbau und die Landwirtschaft dar. Die grüne Tingierung nimmt Bezug auf die naturelle Umgebung der ehemaligen Gemeinde.
Es wurde durch den Magdeburger Heraldiker Jörg Mantzsch gestaltet.